# Sestrostoma balssi
Sestrostoma balssi is een krabbensoort uit de familie van de Varunidae. De wetenschappelijke naam van de soort is voor het eerst geldig gepubliceerd in 1932 door Shen.